# Miguel Ángel Valero
Miguel Ángel Valero Duboy (Madrid, 22 de diciembre de 1970), doctor ingeniero de Telecomunicaciones, profesor de universidad, director del Ceapat, Imserso, y actor infantil español conocido por su papel de El Piraña en la serie de TVE Verano Azul. 

## Biografía
Miguel Ángel es el único hijo del matrimonio formado por Miguel Ángel Valero Avezuela y María del Carmen Duboy González. Sus padres tienen raíces familiares en San Fernando (Cádiz). Miguel Ángel estudió en los colegios San José del Parque y Chamberí de los Hermanos Maristas de Madrid (promoción de 1987-88).
La fama le llega antes de cumplir los once años, después de que Antonio Mercero lo seleccionase entre cientos de niños para interpretar el papel de Piraña en la popularísima serie de TVE Verano Azul, que se emitió entre 1981 y 1982, aunque se grabó un par de años antes. Miguel Ángel fue seleccionado para el papel en primavera de 1979 cuando tenía tan sólo 8 años y medio. La hija de la panadera del supermercado de su barrio, que trabajaba en una agencia de publicidad, le propuso a la madre de Miguel Ángel que presentara a su hijo para la selección que estaba haciendo Mercero. Según cuentan todos los implicados, Mercero se decidió rápidamente por Miguel Ángel que encajaba perfectamente en el perfil de niño que estaba buscando. En aquel momento Miguel Ángel acababa de terminar tercer curso de E.G.B.
El personaje, que se convirtió en uno de los favoritos del público, marcó la infancia de Valero, que era identificado con el niño gordito y travieso que interpretaba en la serie más repuesta en la historia de la televisión en España.
Tras esa experiencia, y a la vista de la popularidad alcanzada, se emparejó musicalmente con Miguel Joven, el niño que interpretaba a Tito en la serie, y ambos formaron el dúo Los Pirañas, que grabaron el disco Comer, comer. Ambos grabaron juntos además las películas Padre no hay más que dos (1982), con Andrés Pajares y Fernando Esteso y Chispita y sus gorilas (1982), con otra promesa infantil: Macarena Camacho.
Ese mismo año, y de nuevo a las órdenes de Mercero, se convirtió en el hijo de Drácula en la película Buenas noches señor monstruo, vehículo de lucimiento de uno de los grupos infantiles de moda en aquel momento, Regaliz, en la que también intervinieron Luis Escobar, Andrés Mejuto, Guillermo Montesinos y Paul Naschy.
En el verano de 1982 actuó en diversos espectáculos de circo junto a su compañero de reparto "Tito" (Miguel Joven).
Entre 1984 y 1985 participó también en la primera temporada del programa La bola de cristal, interpretando al "detective" Mantequilla. Ese mismo año rueda El rollo de septiembre, de Mariano Ozores.
Tras esa experiencia, Valero no continuó en el mundo profesional del espectáculo, centrándose en sus estudios de Ingeniería de Telecomunicaciones y posteriormente Doctor Ingeniero de Telecomunicación por la Universidad Politécnica de Madrid, donde participó activamente en el grupo de teatro universitario "No Es Culpa Nuestra".
Su actividad posterior se centra en la docencia universitaria y la investigación. Además ha trabajado como cooperante en Guatemala, y formado parte de la creación de dos entidades con fines sociales: La Asociación Aventura 2000 y la Fundación La Semilla,  además de participar como patrono de la Fundación Tecnología Social (FTS).
Sin perjuicio de ello, es habitual su presencia en programas especiales de televisión o de radio en los que se evoca una de las series más emblemáticas en la historia de la televisión en España.
En septiembre de 2001 defendió su tesis doctoral titulada "Modelo de provisión de servicios interactivos de telemedicina en el hogar sobre redes de banda ancha" obteniendo la calificación de sobresaliente cum laude.
El 9 de octubre de 2007 tomó posesión como profesor titular de Ingeniería Telemática en la Universidad Politécnica de Madrid. Posteriormente fue director del Departamento de Ingeniería y Arquitecturas Telemáticas (DIATEL), en la Escuela Técnica Superior de Ingeniería y Sistemas de Telecomunicación de la Universidad Politécnica de Madrid.
En diciembre de 2014 fue nombrado director del Centro de Referencia Estatal de Autonomía Personal y Ayudas Técnicas (Ceapat) del Ministerio de Sanidad, Consumo y Bienestar Social del Gobierno de España, con sede en Madrid, debido a su experiencia en accesibilidad y en aplicaciones de la tecnología para la salud.
En enero de 2020 fue nombrado director de la Oficina de Accesibilidad del Ayuntamiento de Madrid. Dejó el cargo un año después, el 10 de febrero de 2021, para volver a la docencia y la investigación en la Escuela Técnica Superior de Ingeniería y Sistemas de Telecomunicación de la Universidad Politécnica de Madrid en la que es delegado del director para Accesibilidad y Responsabilidad Social.